# Leizhai
Leizhai (kinesiska: 雷寨, 雷寨乡) är en socken i Kina. Den ligger i provinsen Henan, i den centrala delen av landet, omkring 260 kilometer söder om provinshuvudstaden Zhengzhou. Antalet invånare är 38 474. Befolkningen består av 19 947 kvinnor och 18 527 män. Barn under 15 år utgör 26,0 %, vuxna 15-64 år 64 %, och äldre över 65 år 8,0 %.
Genomsnittlig årsnederbörd är 1 147 millimeter. Den regnigaste månaden är augusti, med i genomsnitt 232 mm nederbörd, och den torraste är januari, med 18 mm nederbörd.